# Abd Allah ibn Uthman
Abd Allah ibn Uthman (en árabe: عبد الله ابن عثمان, romanizado: ʿAbd Allāh ibn ʿUthmān; c.  620 – noviembre de 625), fue el hijo único del tercer califa Uthman y Ruqayya bint Muhammad. Los musulmanes sunitas creen que es el primer nieto del profeta Mahoma.

## Biografía
En el año 615, la hija de Mahoma Ruqayya se casó con un destacado musulmán, Uthman ibn Affan, acompañándolo en la primera migración a Abisinia, donde sufrió un aborto espontáneo. Regresaron a Abisinia en el año 616, y allí dio a luz a un hijo, Abdallah, en el año 620.
Sus padres estaban entre los que regresaron a La Meca en 619. Uthman emigró a Medina en 622, y Ruqayya lo siguió más tarde.
Mahoma le preguntó a Usama: ¿Has visto alguna vez una pareja más hermosa que esos dos? y él asintió que no.
Mus'ab al-Zubayri narró que cuando Uthman emigró a Abisinia, lo acompañaba su esposa Ruqayya bint Muhammad. Un niño llamado Abdallah nació en la tierra de Abisinia en el año 2 d.H.
Quedo huérfano en marzo de 624 cuando su madre falleció, el mismo día en que Zayd ibn Harithah regresó a Medina con la noticia de su victoria en la batalla de Badr. Cuando su abuelo Mahoma regresó a Medina después de la batalla, la familia fue a llorar su muerte ante su tumba.
Abdallah murió tras ser mordido en el ojo por un gallo en noviembre de 625 ( Yumada al-Thani 4 d. H.) a la edad de cinco años. Mahoma dirigió sus oraciones fúnebres. Fue enterrado en el Cementerio de Al-Baquí.